# Bahnhof Zürich Letten

Bahnstrecken in der Innenstadt

Der Bahnhof Zürich Letten ist eine stillgelegte Bahnstation im Zürcher Stadtteil Wipkingen, von der Limmat nur durch das gleichnamige Elektrizitätswerk abgeschirmt.

## Geschichte
Der Bahnhof im Areal Letten wurde 1894 als Station Letten in Betrieb genommen. Die Bahnstation lag an der Bahnstrecke Zürich–Meilen–Rapperswil. Das Städtische Elektrizitätswerk (heute ewz) baute ein zusätzliches Transportgleis. 1907 kam der Stückgutverkehr hinzu. Nach 1918 bot die Station Letten einen Komplettservice an mit Billettschalter, Reservationen, Gruppenreisen, Gepäckaufgabe und Wechselstube. Allerdings blieb das Personenaufkommen enttäuschend klein, da der Bahnhof am Rande Wipkingens lag. Auch die Elektrifizierung 1926 brachte wenig.
Mit dem Bau der unterirdischen Verbindung von Zürich Stadelhofen nach Zürich Hauptbahnhof durch den Hirschengrabentunnel wurde der Bahnhof, der sich an einer Schlaufe zwischen Stadelhofen und Hauptbahnhof befand, überflüssig und am 27. Mai 1989 stillgelegt.
Die Fachwerkbrücke über die Limmat und der anschliessende Viadukt, welcher sich in niedriger Höhe an den Aussersihler Viadukt anschmiegt, werden heute als Fuss- und Velowegverbindung über die Limmat und bis zur Josefswiese im Industriequartier verwendet. Der Lettentunnel nach Stadelhofen wurde zwischen Oktober 2002 und Frühjahr 2004 wegen Einsturzgefahr verfüllt, das westliche Portal ist noch sichtbar.
Die SBB mussten die Strecke bis zur Verfüllung des Lettentunnels befahrbar halten (die Entwässerung im stillgelegten Tunnel musste alle drei Monate gespült werden). Der kaum befahrene Abschnitt wurde im Frühjahr 1992 von den vom Platzspitz vertriebenen Drogensüchtigen und -händlern für rund drei Jahre in Beschlag genommen und als «Drogenhölle Letten» bekannt. Ab April 1995 wurden fünf Weichen und 300 m Gleis entfernt, das heisst die Stationsanlage auf ein Durchfahrgleis reduziert und das der Freihaltezone zugeschiedene Areal durch die Stadt Zürich neu gestaltet. Nach der Verfüllung des Tunnels wurde auch das verbliebene Gleis entfernt.
Das denkmalgeschützte, 1893 errichtete Bahnhofsgebäude dient dem Reisemagazin Transhelvetica als Redaktionssitz.

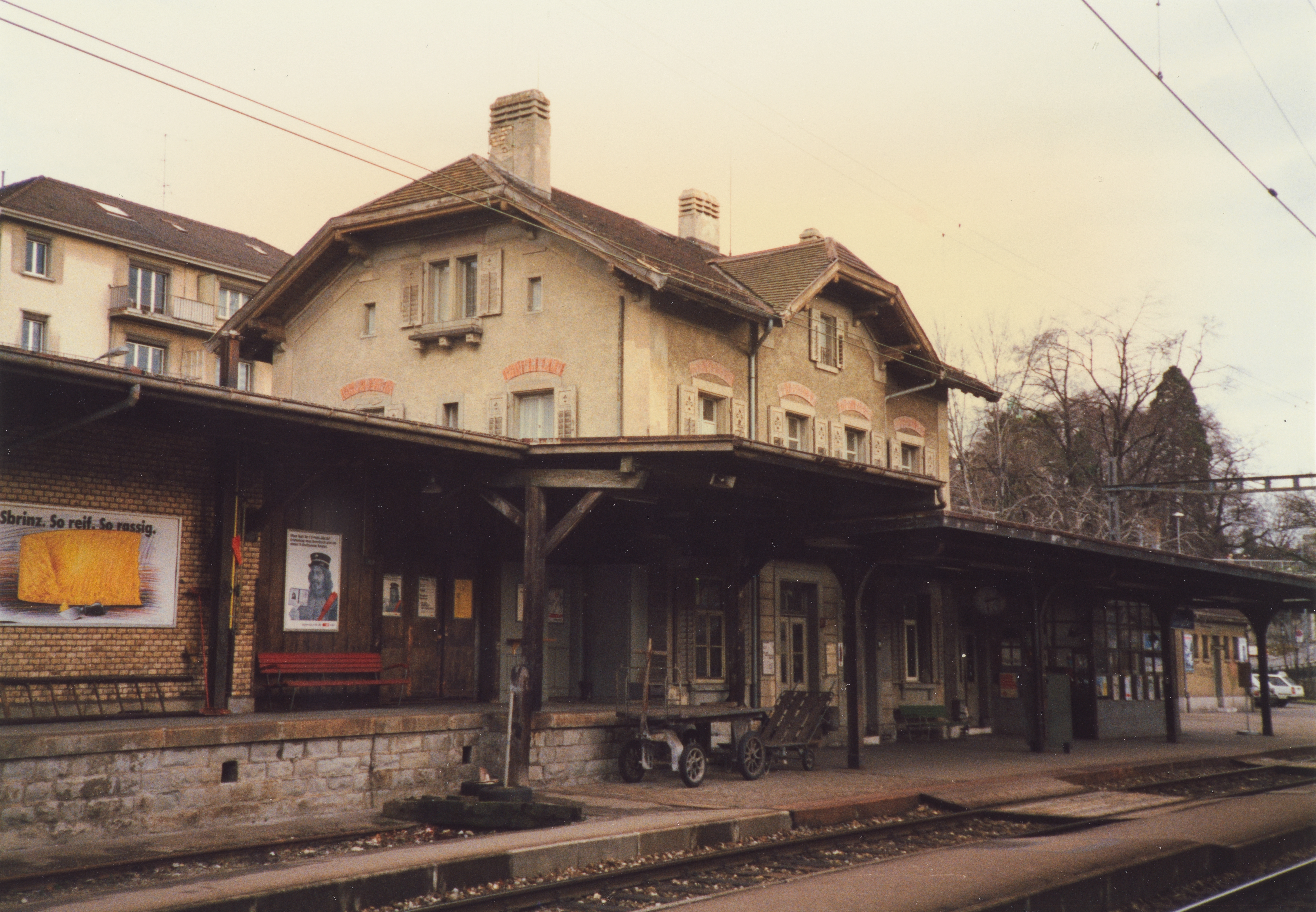
Stationsgebäude Bahnseite (1980er)
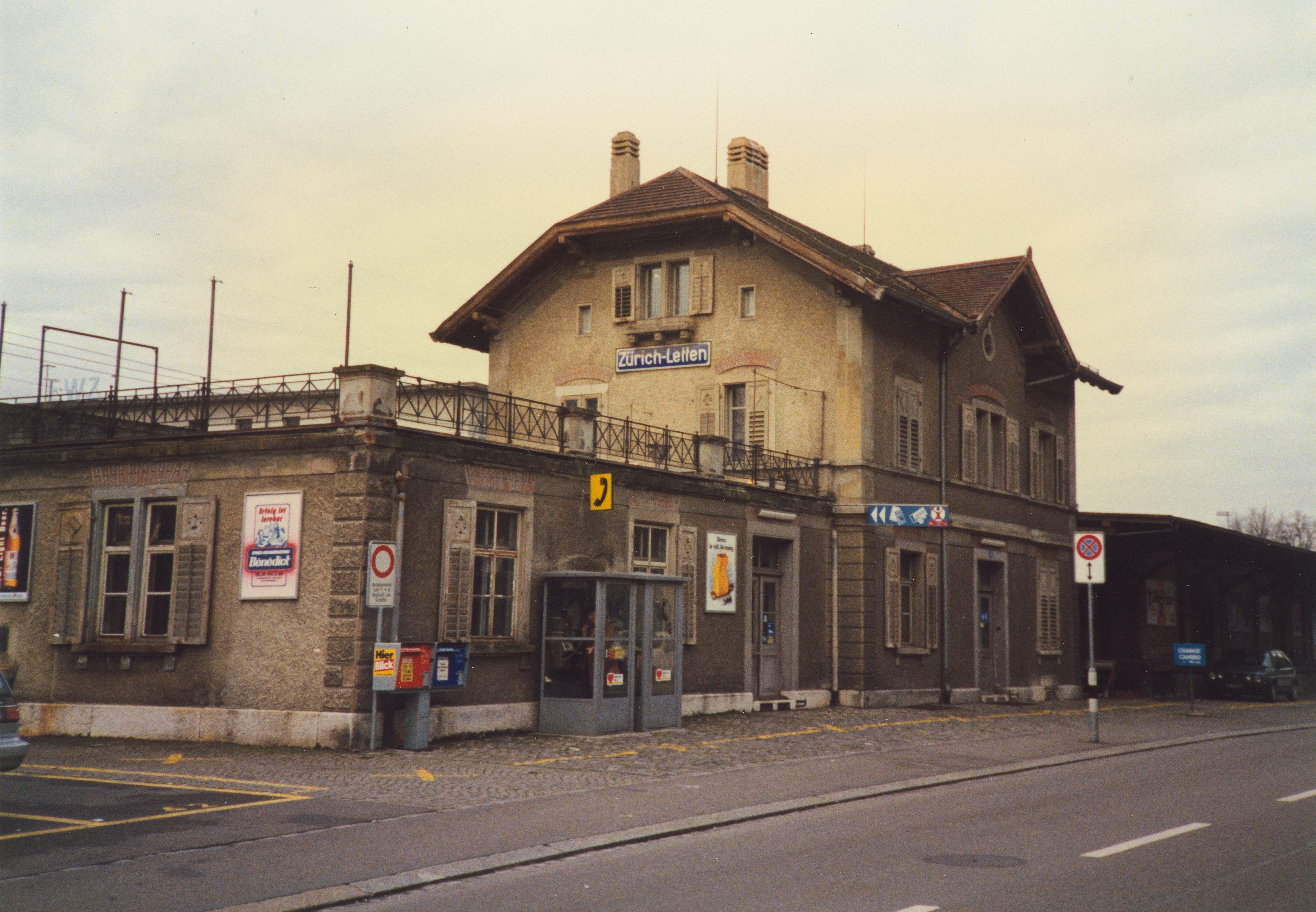
Stationsgebäude Strassenseite (1980er)